# Conceit
Conceit è un film muto del 1921 diretto da Burton George.

## Produzione
Il film fu prodotto dalla Selznick Pictures Corporation. Fu girato nel Banff National Park, nello stato dell'Alberta, in Canada.

## Distribuzione
Distribuito dalla Select Pictures Corporation, il film uscì in sala il 20 dicembre 1921 presentato da Lewis J. Selznick.